# Vrydagzynea samoana
Vrydagzynea samoana là một loài thực vật có hoa trong họ Lan. Loài này được Schltr. miêu tả khoa học đầu tiên năm 1910.